# Bayamón
Bayamón é um município de Porto Rico localizado nas colinas do norte central da ilha. Pelo norte confronta com Toa Baixa e Cataño, ao sul com Comerío e Aguas Buenas, pelo oeste com Toa Baixa, Toa Alta, Naranjito e pelo este com Guaynabo.

## História
O colono espanhol Juan Ramírez de Arellano estabeleceu Bayamón em 22 de maio de 1772 como povoado espanhol. Existem duas crenças sobre a origem do nome Bayamón. Segundo uma crença, recebeu o nome do chefe local do Taíno, "Bahamon". De acordo com a outra crença, o nome foi derivado da palavra Bayamongo, que é um rio que atravessa essa região, o que implica que Bayamón é a área ao redor do rio principal, que mais tarde tornou-se o centro do desenvolvimento da cidade.
Em 1821, Marcos Xiorro, escravo africano, planejava liderar uma revolta contra os proprietários das plantações de cana e o governo colonial espanhol em Porto Rico. A conspiração dos escravos foi revelada e suprimida, mas Xiorro se tornou um herói entre os escravos. Ele faz parte do folclore de Porto Rico. Marco Xiorro era de propriedade de Vicente Andino, um capitão de milícia que possuía uma plantação de cana em Bayamón.
Após o Tratado de Paris (1898), os EUA realizaram seu primeiro censo de Porto Rico, que registrou a população de Bayamón em 19.940.

## Geografia
- Superfície: 113,1 quilômetros quadrados / 43,5 milhas quadradas
- População: 224 044 (censo 2000)
- Densidade Populacional: 1 980,9 por quilômetro quadrado / 5 610,2 por milha quadrada

Prefeito: Ramon L. Rivera, Filho (P.N.P.) é filho do Ex Prefeito Dom Ramon Luis Rivera (1979 - 2001) tempo de verno de seu predecessor.